# デニス・ベルカンプ
デニス・ベルカンプ（Dennis Nicolaas Maria Bergkamp、1969年5月10日 - ）は、オランダの首都アムステルダム出身の元同国代表サッカー選手。ポジションはFW。「アイスマン」、「ノン・フライング・ダッチマン」のニックネームを持つ。

## クラブ経歴

### アヤックス
11歳の時にWilskrachtでプレーしていたベルカンプはアヤックスにトレーニング参加を打診されたが、「当時アヤックスを傲慢なクラブと思っていた」という理由で拒否。しかし1年後に同意し、12歳でアヤックスのユースに入ったベルカンプは、ヨハン・クライフに才能を見出され1986-87シーズン、1986年12月14日のローダJC戦でトップチームにデビューを果たした。2月のハーレム戦で初ゴールを決めた。クライフが監督を退くと満足な出場機会を得られない時期もあったが、アヤックスで1990年から3年連続得点王に輝いた。1991-92シーズンのUEFAカップ決勝では得点こそ挙げられなかったが、PKを奪取する活躍で優勝に貢献、大会通算では6ゴールを挙げた。アヤックスでは239試合に出場し、122ゴールを挙げた。

### インテル
1993-94シーズン、当時としてはかなり高額な移籍金約20億円で、大きな期待を受けて、アヤックスと代表でチームメートであったヴィム・ヨンクと共にインテルに移籍。アヤックスでは、攻撃的MFとしてプレーしていたが、インテルではセカンドストライカーとしての起用されることとなった。UEFAカップにおいてはFCラピド・ブカレストでのハットトリックを含む、11試合8ゴールを決める活躍でUEFAカップ獲得の原動力となった。国内リーグでは第3節のクレモネーゼ戦で移籍後初ゴールを決めたが、合計8ゴール(PKで5ゴール)全く能力を発揮できず、ルベン・ソサとのコンビネーションも全く噛み合わず、チームは13位と、何とかセリエB降格を免れる始末だった。1994-95シーズンは開幕のトリノFC戦でゴールを決める良いスタートを切ったが、次第にベンチを温める様にもなり、リーグ戦では僅か2ゴールに終わった。

### アーセナル
チェルシーへの移籍話が進み、既にロンドンに滞在していたが、金銭的理由で移籍が破談になり、急遽代理人がアーセナルへ売り込みをかけ、アーセナルに移籍しチームの中心として活躍。97～98シーズン、01～02シーズンの二冠等に貢献。また、2003-2004シーズンには無敗でプレミアリーグを制するなど、一時代を築いた。
2005-06シーズン終了をもって引退を表明した。自身がプロデビューを果たしたチームであるアヤックス・アムステルダムとアーセナルの対戦で引退試合が行われ、オランダの往年の名選手であるヨハン・クライフ、元オランダ代表監督マルコ・ファン・バステン、元FCバルセロナ監督フランク・ライカールト、そしてジョバンニ・ファン・ブロンクホルストやパトリック・ヴィエラ、ティエリ・アンリ、デビッド・シーマン、エマニュエル・プティ、エドガー・ダーヴィッツなどが出場し、数多くのサッカー関係者がこの日のために駆けつけた。。また、クライフとファン・バステンは当初スタンドから観戦していたが、後半から当時のアヤックスのユニフォーム姿で実際にピッチに立ち、ベルカンプとプレイしている。なお、この試合はアーセナルの新スタジアムのエミレーツ・スタジアムのこけら落しとして行われた。

## 代表経歴
オランダ代表としては、UEFA EURO 1992に出場、合計3ゴールを挙げ、大会の得点王になった。また94年アメリカ大会では5試合で3得点を挙げるなど、準々決勝まで進出した。1998年フランス大会では、準々決勝アルゼンチン戦で完璧なトラップから賞賛されるゴールなど、7試合で3ゴールを挙げただけでなく、大会最多タイの記録となる3つのアシストを決め、準決勝まで進出したが、前回大会と同じくブラジルに破れた。EURO 2000の準決勝でイタリアに敗れ、代表引退を発表した。

## 引退後
2008-2009シーズンから古巣アヤックスに指導者として復帰し、コーチングライセンス獲得を目指しはじめた。
アヤックスのビロード革命の結果、ベルカンプは『クラブカルチャーの番人』として2011年夏からトップチームでヘニー・スパイケルマンと共にフランク・デ・ブールのアシスタントコーチに就任。クラブのスポーツ面の方針を決定するテクニカル・ハートのメンバーにもなった。2016年夏にピーター・ボスが監督に就任した際もアシスタントに留まったが、このシーズンはベンチには座っていない。ボスが1シーズンで去った後もマルセル・カイザーのアシスタントとして留まったが、ベンチには座らず、アウェーゲームにも帯同しなかった。ボスが1シーズンでアヤックスを去ったのは、ベルカンプらとの衝突でクラブ運営陣から十分な支持が得られなかったことが理由と報道され、ベルカンプは衝突自体を否定したが、カイザーの監督就任を強く主張した本人と言われていたこともあり、2017-2018シーズン前半のアヤックスが不安定だった最大の責任者として、毎試合のようにベルカンプは、アヤックス・サポーターからのブーイングを受けることになった。2017年12月21日にシーズン前半戦の不安定な成績から現状のテクニカル・スタッフでは立て直しが困難との理由で、既に形骸化していたテクニカル・ハートの残りメンバーで対立関係にあったマルク・オーフェルマルスによってカイザー、スパイケルマンと共に解任された。その後契約解除は不当だと長く争っていたが、結局KNVBの仲裁委員会に持ち込まれることは無く、協議の末に2018年7月20日に弁護士のハロ・クナイフが、契約にある金銭による契約解除条件を理由に公式にアヤックスを去ることが決まったと認めた。

## エピソード・人物
- デニスというファーストネームは、マンチェスター・ユナイテッドの名FW、デニス・ローにあやかって名づけられた。"n"が一つ多いのは､オランダで "Denis" は女性名と間違われる恐れがあるとの理由で市役所が認可せず､父親が追加したためである。愛称のアイスマンは、そのパワーと冷静さによる正確な決定力の他、顔が俳優のヴァル・キルマー（『トップガン』でアイスマン役を演じた）に似ていることから名付けられた。
- 極度の飛行機恐怖症という弱点を持つことでも有名である[15]。このため"The flying Dutchman"（フライング・ダッチマン、「空飛ぶオランダ人」）をもじって"The non-flying Dutchman"[15]（ノン・フライング・ダッチマン、「飛ばないオランダ人」）とも呼ばれた。飛行機恐怖症の理由として、「乗っていた飛行機が爆破予告の対象になり、それがトラウマになっている」、「機中で同行記者に不安を煽ることを言われた」、「自分が乗る予定だった飛行機に乗った友人が航空事故で亡くなった」等の諸説がある。このため、遠隔地への遠征に陸路でしか参加できなかったことがチームの監督を悩ませていた。
- アーセナル時代のチームメイトであるティエリ・アンリが憧れの選手に挙げている。
- FAがプレミアリーグ発足10年を記念して企画したベストゴール特集で1位を獲得したことがある（2002年3月3日のニューカッスル・ユナイテッドFC戦で相手DFを鮮やかな振り向きトラップでかわして決めたゴール）。
- 息子のミッチェル・ベルカンプ（1998年生まれ[16]）と甥のロランド・ベルカンプ（Roland Bergkamp）もサッカー選手であり2015年現在、前者はアルメレ・シティFC、後者はFCエメンに所属している。
- 子供の頃のアイドルはグレン・ホドルで[9]、ホドルがプレーしていたトッテナムのファンであったという[17]。

## 個人成績
| 国内大会個人成績 | 国内大会個人成績 | 国内大会個人成績 | 国内大会個人成績 | 国内大会個人成績 | 国内大会個人成績              | 国内大会個人成績 | 国内大会個人成績 | 国内大会個人成績 | 国内大会個人成績 | 国内大会個人成績 | 国内大会個人成績 |
| 年度             | クラブ           | 背番号           | リーグ           | リーグ戦         | リーグ戦                      | リーグ杯         | リーグ杯         | オープン杯       | オープン杯       | 期間通算         | 期間通算         |
| 年度             | クラブ           | 背番号           | リーグ           | 出場             | 得点                          | 出場             | 得点             | 出場             | 得点             | 出場             | 得点             |
| オランダ         | オランダ         | オランダ         | オランダ         | リーグ戦         | リーグ戦                      | リーグ杯         | リーグ杯         | KNVBカップ       | KNVBカップ       | 期間通算         | 期間通算         |
| ---------------- | ---------------- | ---------------- | ---------------- | ---------------- | ----------------------------- | ---------------- | ---------------- | ---------------- | ---------------- | ---------------- | ---------------- |
| 1986-87          | アヤックス       | 14               | エールディヴィジ | 14               | 2                             |                  |                  |                  |                  |                  |                  |
| 1987-88          | アヤックス       | 14               | エールディヴィジ | 25               | 5                             |                  |                  |                  |                  |                  |                  |
| 1988-89          | アヤックス       | 14               | エールディヴィジ | 30               | 13                            |                  |                  |                  |                  |                  |                  |
| 1989-90          | アヤックス       | 14               | エールディヴィジ | 25               | 8                             |                  |                  |                  |                  |                  |                  |
| 1990-91          | アヤックス       | 14               | エールディヴィジ | 33               | 25                            |                  |                  |                  |                  |                  |                  |
| 1991-92          | アヤックス       | 14               | エールディヴィジ | 30               | 24                            |                  |                  |                  |                  |                  |                  |
| 1992-93          | アヤックス       | 14               | エールディヴィジ | 28               | 26                            |                  |                  |                  |                  |                  |                  |
| イタリア         | イタリア         | イタリア         | イタリア         | リーグ戦         | リーグ戦                      | イタリア杯       | イタリア杯       | オープン杯       | オープン杯       | 期間通算         | 期間通算         |
| 1993-94          | インテル         | 10               | セリエA          | 31               | 8                             |                  |                  |                  |                  |                  |                  |
| 1994-95          | インテル         | 10               | セリエA          | 21               | 2                             |                  |                  |                  |                  |                  |                  |
| イングランド     | イングランド     | イングランド     | イングランド     | リーグ戦         | リーグ戦                      | FLカップ         | FLカップ         | FAカップ         | FAカップ         | 期間通算         | 期間通算         |
| 1995-96          | アーセナル       | 10               | プレミアリーグ   | 33               | 11                            |                  |                  |                  |                  |                  |                  |
| 1996-97          | アーセナル       | 10               | プレミアリーグ   | 29               | 12                            |                  |                  |                  |                  |                  |                  |
| 1997-98          | アーセナル       | 10               | プレミアリーグ   | 28               | 16                            |                  |                  |                  |                  |                  |                  |
| 1998-99          | アーセナル       | 10               | プレミアリーグ   | 29               | 12                            |                  |                  |                  |                  |                  |                  |
| 1999-00          | アーセナル       | 10               | プレミアリーグ   | 28               | 6                             |                  |                  |                  |                  |                  |                  |
| 2000-01          | アーセナル       | 10               | プレミアリーグ   | 25               | 3                             |                  |                  |                  |                  |                  |                  |
| 2001-02          | アーセナル       | 10               | プレミアリーグ   | 33               | 9                             |                  |                  |                  |                  |                  |                  |
| 2002-03          | アーセナル       | 10               | プレミアリーグ   | 29               | 4                             |                  |                  |                  |                  |                  |                  |
| 2003-04          | アーセナル       | 10               | プレミアリーグ   | 28               | 4                             |                  |                  |                  |                  |                  |                  |
| 2004-05          | アーセナル       | 10               | プレミアリーグ   | 29               | 8                             |                  |                  |                  |                  |                  |                  |
| 2005-06          | アーセナル       | 10               | プレミアリーグ   | 24               | 2                             |                  |                  |                  |                  |                  |                  |
| 通算             | オランダ         | オランダ         |                  | \|185            | 103\|\|\|\|\|\|\|\|\|\|\|\|\| |                  |                  |                  |                  |                  |                  |
| 通算             | イタリア         | イタリア         |                  | \|52             | 11\|\|\|\|\|\|\|\|\|\|\|\|\|  |                  |                  |                  |                  |                  |                  |
| 通算             | イングランド     | イングランド     |                  | \|315            | 87\|\|\|\|\|\|\|\|\|\|\|\|\|  |                  |                  |                  |                  |                  |                  |
| 総通算           | 総通算           | 総通算           | 総通算           | \|552            | 201\|\|\|\|\|\|\|\|\|\|\|\|   |                  |                  |                  |                  |                  |                  |

## 代表歴

### 出場大会
- オランダ代表
  - 代表デビュー:1990年9月26日 イタリア戦
  - UEFA EURO '92 (ベスト4)
  - 1994 FIFAワールドカップ (ベスト8)
  - UEFA EURO '96 (ベスト8)
  - 1998 FIFAワールドカップ (ベスト4)

### 試合数
- 国際Aマッチ 79試合 37得点（1990年-2000年）[18]

| オランダ代表 | 国際Aマッチ | 国際Aマッチ |
| 年           | 出場        | 得点        |
| ------------ | ----------- | ----------- |
| 1990         | 4           | 3           |
| 1991         | 5           | 2           |
| 1992         | 11          | 7           |
| 1993         | 6           | 4           |
| 1994         | 11          | 6           |
| 1995         | 5           | 1           |
| 1996         | 10          | 6           |
| 1997         | 5           | 4           |
| 1998         | 9           | 3           |
| 1999         | 5           | 1           |
| 2000         | 8           | 0           |
| 通算         | 79          | 37          |

## タイトル

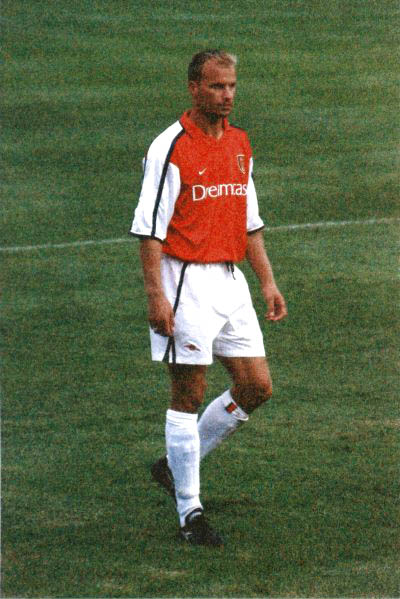
アーセナルでのベルカンプ

### クラブ
- アヤックス
  - エールディヴィジ 1990
  - オランダカップ 1987、1993
  - UEFAカップ 1992
  - UEFAカップウィナーズカップ 1987

- インテル
  - UEFAカップ 1994

- アーセナル
  - プレミアリーグ 1998、2002、2004
  - FAカップ 1998、2002、2003、2005
  - コミュニティーシールド 1998、1999、2002、2004

### 個人
- エールディヴィジ得点王 1991、1992、1993
- オランダ最優秀選手 1992、1993
- PFA年間最優秀選手賞 1998
- FWA年間最優秀選手賞 1998
- 20世紀の偉大なサッカー選手100人 34位 1999
- FIFA100 2004
- イングランドサッカー殿堂 2007